# تاکاهیتو سوما
تاکاهیتو سوماً (انگلیسی: Takahito Soma؛ زادهٔ ۱۰ دسامبر ۱۹۸۱) بازیکن فوتبال اهل ژاپن است.
از باشگاه‌هایی که در آن بازی کرده‌است می‌توان به باشگاه فوتبال ویسل کوبه، باشگاه فوتبال توکیو وردی، باشگاه فوتبال اوراوا رد دیاموندز، باشگاه ورزشی ماریتیمو، و باشگاه فوتبال انرژی کوتبوس اشاره کرد.